# Aulnois (Hainaut)
Pour les articles homonymes, voir Aulnois.
Aulnois (en wallon Ônwa) est un village du Parc naturel des Hauts-Pays dans la province de Hainaut, en Belgique. Village frontalier longé au sud par l'ancienne chaussée romaine allant de Bavay à Cologne il fait aujourd'hui administrativement partie de la commune de Quévy (Région wallonne de Belgique). C'était une commune à part entière avant la fusion des communes de 1977.

## Étymologie
Selon Audin et Cambier tous les étymologistes s'accordent à dire que le village doit son nom à cet arbre rouge qui pousse au long des cours d'eau…

## Évolution démographique
- Sources : INS, Rem. : 1831 jusqu'en 1970 = recensements, 1976 = nombre d'habitants au 31 décembre.

## Histoire
Le village est bordé, au sud, par la chaussée Brunehaut, axe routier reliant Cologne à Bavay, bien avant sa modernisation par les Romains. On a trouvé des pièces de monnaie datant de l'époque romaine et franque. La chaussée Brunehaut, qui longe la frontière belge, au sud d'Aulnois entre en Belgique à Havay (dans la même commune de Quévy).
Les plus anciennes traces de vie humaine dans le village remonte à la période de l'âge du fer par la découverte il y a près d'une centaine d'années d'objets correspondant à celle-ci dans la zone longeant le ruisseau le By, pratiquement à l'arrière de la ferme connue sous le vocable "Ferme Lecocq".

## Personnalités
- Léo Collard (1902-1981), bourgmestre de Mons et ministre, est né à Aulnois.
- Jean Louvrier, auteur de l'histoire du village
- Marguerite de Masselot (1582-1666), fondatrice de la congrégation des Filles de Notre-Dame de la Présentation, était fille du seigneur d'Aulnois et descendante d'Ève de Chièvres, grande bienfaitrice dans la région[2],[3].
- Franz Lavenne Natif du village le 13 août 1919. Cardiologue Professeur ordinaire émérite à l'Université de Louvain Décès le 6 juin 1988.